# Garibaldi (Uruguay)
Garibaldi ist eine Ortschaft im Westen Uruguays. 

## Geographie
Sie befindet sich auf dem Gebiet des Departamento Salto in dessen Sektor 3 einige Kilometer vom Ostufers des Río Uruguay entfernt. Garibaldi liegt dabei nordöstlich von Colonia 18 de Julio und der Departamento-Hauptstadt Salto. Südlich ist Albisu, südöstlich San Antonio gelegen.

## Einwohner
Die Einwohnerzahl Garibaldis beträgt 354 (Stand: 2011), davon 194 männliche und 160 weibliche.
| Jahr | Einwohner |
| ---- | --------- |
| 1963 | 95        |
| 1975 | 140       |
| 1985 | 143       |
| 1996 | 162       |
| 2004 | 316       |
| 2011 | 354       |

Quelle: Instituto Nacional de Estadística de Uruguay